# Ann Reinking
Ann Reinking   (Seattle, 10 de novembre de 1949 - Seattle, 12 de desembre de 2020) fou una actriu, ballarina i coreògrafa estatunidenca. Va treballar principalment al teatre musical, tant com a ballarina com a coreògrafa, així com al cinema.

## Biografia
Reinking va néixer a Seattle a l'estat de Washington, on començà a preparar-se com a ballarina de ballet. Estudià amb Marian i Illaria Ladre, una parella de ballerins professionals que havien ballat durant anys amb els Ballets Russos que esdevindrien el Ballet Rus de Monte Carlo.

### Carrera
Després de treballar com a corista a Coco, Wild and Wonderful i Pippin, Reinking va ser aplaudit per la crítica pel seu paper de Maggie a Over Here! (Premi Theatre World).
Reinking creà personatges a Goodtime Charley (pel que seria nominada als premis Tony i Drama Desk com a Millor Actriu en un Musical) i Dancin' de Bob Fosse (també nominada al Tony). També treballaria a A Chorus Line (1976), Chicago el 1977 i Sweet Charity (1986).
El 1979 Reinking va aparèixer a la pel·lícula semiautobiogràfica de Bob Fosse All That Jazz, en un paper vagament basat en la seva pròpia vida i relació amb Fosse. A la pel·lícula també apareixien Leland Palmer, Jessica Lange, Ben Vereen, John Lithgow i Roy Scheider com Joe Gideon (l'alter-ego de Bob Fosse).
Posteriorment protagonitzaria pel·lícules com Annie (en el paper de Grace Farrell) i Micki i Maude (en el paper de Micki). El 1987 va ser l'estrella convidada de la sitcom de la NBC The Cosby Show.
Després de retirar-se de l'actuació, Reinking tornà als escenaris com a Roxie Hart al revival de Chicago el 1996. Aquell any li van demanar crear la coreografia («a l'estil de Bob Fosse») per a una posada en escena en concert durant quatre nits a la sèrie de concerts Encores! del City Center. Quan els productors no aconseguiren trobar una actriu apropiada pel paper de Roxie Hart, Reinking acceptà a tornar a interpretar el paper gairebé 20 anys després. Els concerts van ser un gran èxit, i uns mesos més tard la producció saltà a Broadway, amb Bebe Neuwirth, Reinking, Joel Grey, James Naughton i Marcia Lewis al repartiment. (el novembre de 2009 el revival celebrà el seu 13è aniversari a Broadway). El revival guanyà diversos premis Tony, entre ells el de la Millor Coreografia per a Reinking. El 1997 recreà la seva coreografia pel traspàs a Londres de Chicago, protagonitzat per Ute Lemper i Ruthie Henshall.
El 1998 cocreà, codirigí i cocoreografia l'espectacle Fosse, per la qual va rebre una nominació al Tony per la Millor Direcció de Musical.
Fundà el Broadway Theater Project, un programa d'ensenyament a Florida que posa en contacte estudiants amb professionals del teatre. El 1995 coreografià la versió televisiva del musical de Broadway Bye Bye Birdie per a l'ABC, i continua realitzant coreografies pel teatre regional, televisió, cinema, etc. Al maig del 2005 es presentà el documental Mad Hot Ballroom, on Reinking apareixia com una de les entusiastes jutgesses del concurs d'escoles de ball de Nova York.
Reinking era coneguda per popularitzar el pas de ball que seria conegut com insistí "raising the roof." Reinking en incloure'l a la coreografia de "We've Got Annie" a l'adaptació cinematogràfica d'Annie, descrivint-lo com "l'expressió d'alegria pura".

### Vida personal
Ann Reinking va ser tant protegida com parella de Bob Fosse durant 6 anys durant la dècada de 1970, separant-se el 1978.
Ann Reinking vivia a Phoenix, Arizona, amb el seu quart marit, Peter Talbert, i el seu fill. Va completar la producció del documental "In My Hands: A Story of Marfan Syndrome", i seguia treballant amb la Fundació Nacional Marfan, una ONG dedicada a la prevenció de la síndrome de Marfan, del que el seu fill n'està afectat.